# Titãs
Titas. Inicialmente llamada "Os Titãs do Iê-Iê", los Titãs es desde los años 1980 una de las bandas de rock de mayor éxito en Brasil, junto a Legião Urbana, Os Paralamas y Barão Vermelho. La formación más conocida de la banda es la del álbum Cabeça Dinossauro: Nando Reis (bajo y voz), Branco Mello (voz), Marcelo Fromer (guitarra rítmica), Arnaldo Antunes (voz), Tony Bellotto (guitarra solista), Paulo Miklos (voz; ocasionalmente teclados, bajo y otros instrumentos), Charles Gavin (batería) y
Sérgio Britto (teclados y voz).
La banda se había formado entre 1981 y 1982, tenía nueve integrantes, de los cuales seis eran vocalistas: Arnaldo Antunes, Branco Mello y Ciro Pessoa eran sólo vocalistas y hacían coros, Paulo Miklos, Sérgio Britto y Nando Reis además de ser vocalistas se dividían entre el bajo y los teclados, André Jung era el baterista, Tony Bellotto el primer guitarrista, y Marcelo Fromer el segundo guitarrista.
En 1984, Ciro Pessoa abandona el grupo, poco antes de editar el primer disco, álbum homónimo, único álbum con el baterista André Jung, el cual es reemplazado por Charles Gavin, dando así la formación clásica de la banda, con la cual graban cinco discos.
Desde ahí, el grupo perdió integrantes que nunca fueron sustituidos oficialmente: en 1992, Arnaldo Antunes sale de la banda para dedicarse a su carrera solista; en 2001, Marcelo Fromer muere al ser atropellado por una moto; al año siguiente, Nando Reis deja la banda y forma su proyecto solista; en 2010, Charles Gavin abandona el grupo por motivos personales, lo mismo sucede con Paulo Miklos en 2016.
Con Marcelo muerto y Nando afuera de la banda, los integrantes restantes se presentaron en shows con un guitarrista de apoyo (Emerson Villani, ocupando el puesto de Marcelo) y un bajista de apoyo (Lee Marcucci, ocupando el puesto de Nando). Esto fue así hasta 2009, cuando Branco asume el bajo en definitivo (salvo ciertas canciones en las que es la voz principal), y Sérgio se divide entre los teclados y el bajo, a la vez Paulo asume la guitarra en todas las canciones hasta su salida de la banda. En 2010, la banda volvió a usar integrantes de apoyo con pérdida de integrantes oficiales, Mário Fabre entró en 2010, como baterista, tras la salida de Charles, y Beto Lee en 2016 como guitarrista, tras la salida de Paulo.
Su trabajo más reciente es Doze Flores Amarelas, disco grabado en 2018.

## Historia

### Formación y primeros trabajos
La mayoría de los integrantes de la banda se conocen del Colegio Equipe de São Paulo a finales de la década de 1970 y a partir de una presentación en el propio colegio en 1981, la banda pasó a realizar shows en varios bares de la ciudad. La primera formación contaba con nueve integrantes de los cuales seis eran cantantes: Arnaldo Antunes (voz), Branco Mello (voz), Marcelo Fromer (guitarra rítmica), Nando Reis (voz, ocasionalmente bajo), Paulo Miklos (bajo y voz, ocasionalmente teclados), Sérgio Brito (teclados y voz), Toni Belloto (guitarra solista), Ciro Pessoa (voz) y André Jung (batería). Era una banda muy al estilo pop new wave, con poca creatividad y un visual extraño. En 1984, sin Ciro Pessoa, la banda arregló con la discográfica WEA para sacar el primer disco, producido por Pena Schimdt, que, a pesar de sus ventas modestas, colocó en la radio el primer hit de la banda: "Sonífera ilha".
En 1985, con Charles Gavin en lugar de André Jung en la batería, fue lanzado el disco "Televisão", producido por Lulú Santos, con arreglos un poco mejores en relación con el disco anterior. Este álbum fue más difundido que el primero y creó más oportunidades para el grupo.

### Llegada al estrellato
En noviembre de 1985 Tony Bellotto y Arnaldo Antunes fueron apresados por consumo de heroína, y el episodio tuvo un impacto en la banda para el siguiente álbum, "Cabeça Dinossauro" lanzado en junio de 1986, incluyendo varias canciones criticando las instituciones públicas ("Estado violência", "Polícia") y otros "pilares" de la sociedad brasileña ("Igreja", "Família"). Los ritmos pesados de influencia punk y las letras contundentes, característicos de la banda en esta fase, están plenamente representados en este álbum que es considerado por muchos críticos el mejor trabajo de la banda y uno de los dos paradigmas de rock brasileño.
"Jesus não tem dentes no país dos banguelas", lanzado en el final de 1987, y continúa el trabajo del álbum anterior, en canciones como "Nome aos bois", "Lugar nenhum" y "Desordem", aunque incluyendo "samplers" en canciones como "Corações e mentes", "Comida" y "Lugar nenhum". Luego de algunas presentaciones internacionales, la banda grabó en vivo una selección de canciones antiguas, compiladas en "Go Back", de 1988.
El productor Liminha siempre fue compañero de la banda desde "Cabeça Dinossauro", y esta sociedad tuvo su auge en "Õ Blesq Blom", una de las producciones más populares de la banda hasta ese momento. Entre las canciones más destacadas están "Miséria", "Flores", "O pulso" y "32 dentes". Como detalle curioso de este trabajo, está la participación de "Mauro e Quitéria", músicos espontáneos descubiertos por la banda en una playa de Recife.

### Primeros cambios
La banda había llegado a un punto decisivo en su historia, y "Tudo ao Mesmo Tempo Agora" marca un cambio radical en el estilo musical en busca de un sonido más pesado y auténtico. Los mismos integrantes produjeron el álbum, y el trabajo fue probablemente el detonador de la salida de Arnaldo Antunes, quien comenzó una carrera de solista. "Titanomaquia" de 1993 continúa de alguna forma el trabajo anterior, con una instrumentación pesada y letras escatológicas, además de la novedad de contar con la producción de Jack Endino, productor de otros grupos como Nirvana y Soundgarden.

### La eraAcústico MTV
En 1994 la banda decidió separese por un año, lo cual fue aprovechado por varios de los integrantes para dedicarse a producir trabajos como solistas o con otras bandas (o, en el caso de Tony Bellotto, adentrarse en otras actividades, como la escritura).
Al lanzar Domingo al final de 1995, la banda asumía definitivamente su vocación pop, y su popularidad alcanzó nuevamente la cima en el trabajo conmemorativo de 15 años Acústico MTV, que vendió 1.7 millones de copias, seguido de Volume Dois, en el mismo formato que Acústico. Siguiendo la tradición de las producciones acústicas de MTV, Acústico fue grabado en vivo, y además cuenta con la participación de otros músicos como Fito Páez, Jimmy Cliff, Marisa Monte, Rita Lee, Marina Lima, Roberto de Carvalho y Arnaldo Antunes, quien fue invitado a reintegrarse a la banda para esta grabación. Mención especial merece la canción Go back que cuenta con la participación de Fito Páez y que hasta incluyó versos del poema Farewell del chileno Pablo Neruda.
El siguiente álbum incluía la grabación de covers de otros artistas y fue llamado As Dez Mais, donde grabaron la canción Pelados em Santos de la banda Mamonas Assassinas. El álbum no tuvo gran éxito, y la banda decidió tomar otro año de descanso en 2000.
El guitarrista rítmico Marcelo Fromer fue atropellado en Jardim Europa, en Sāo Paulo el 11 de julio de 2001, y murió dos días después. Fue un duro golpe para la banda, que debía iniciar al día siguiente la grabación de su siguiente trabajo, entonces Paulo Miklos tomó su puesto de guitarrista (contando con el músico de apoyo Emerson Villani,el cual en 2006 es reemplazado por André Fonseca, quien se iría en 2009, es ahí cuando Paulo asume la guitarra en todas las canciones). Como detalle curioso, el corazón de Fromer fue donado, y el hombre de 60 años exclamó, bromeando, estar feliz de tener "corazón de roquero". En honor de Fromer, un puente fue nombrado "paso Marcelo Fromer" en la avenida Kubitschek.
A melhor banda de todos os tempos da última semana fue lanzado a finales de 2001. El álbum incluye Epitáfio, canción que podría representar el momento vivido por la banda que, además de perder a Fromer, vivió la salida del bajista y vocalista Nando Reis, interesado en seguir una carrera de solista. Desde entonces, Branco Mello es el bajista actual (contando con el músico de apoyo Lee Marcucci, el cual se va en 2009, de ahí Branco y Sérgio se reparten el bajo en ciertas canciones).

### Carrera como quinteto
Con el lanzamiento de Como estão vocês? a finales de 2003, Titãs continuaba escribiendo la historia de más de 20 años de la banda. Aunque muchos consideren que hoy en día la banda es apenas una sombra de la banda relevante que fue en su auge en la década de 1980, los Titãs han conquistado definitivamente un espacio importante en la historia de la música popular brasileña.
En 2007, la banda decide compartir un show con Os Paralamas do Sucesso, para festejar sus 25 años de carrera. Se grabó un DVD, participaron como invitados especiales el exintegrante Arnaldo Antunes, Andreas Kisser de Sepultura y Samuel Rosa de Skank. Dos años después se graba el disco Sacos Plásticos, tras ese mismo año, los dos músicos de apoyo son despedidos (un total de cinco con ellos), y la banda sigue teniendo sus cinco miembros: Branco Mello (voz y bajo (en casi todas las canciones)), Sérgio Britto (voz, teclados y bajo (en mayoría de canciones cantadas por Branco)), Paulo Miklos (voz y guitarra rítmica), Tony Bellotto (guitarra solista) y Charles Gavin (batería).

### Primera mitad del 2010
En 2010, Charles Gavin abandona el grupo debido a motivos personales, la banda no se disuelve pero contratan a Mário Fabre como baterista de apoyo, con esta formación de cuatro miembros más uno se mantienen hasta ese momento. En 2011, la banda participa de Rock in Rio 2011 junto con la banda portuguesa Xutos & Pontapés. Un año después, la banda festeja sus 30 años en un show en vivo en San Pablo, con la participación de Arnaldo Antunes, Nando Reis y Charles Gavin. Los puestos eran los siguientes: Arnaldo Antunes era solo vocalista, Sérgio Britto cantaba y tocaba teclado en algunas canciones, Branco Mello y Nando Reis se repartían el bajo y cantaban, Paulo Miklos cantaba y tocaba guitarra, junto con Tony Bellotto, que también tocaba guitarra, y Charles Gavin tocaba batería.

### Nheengatu:El Regreso al éxito

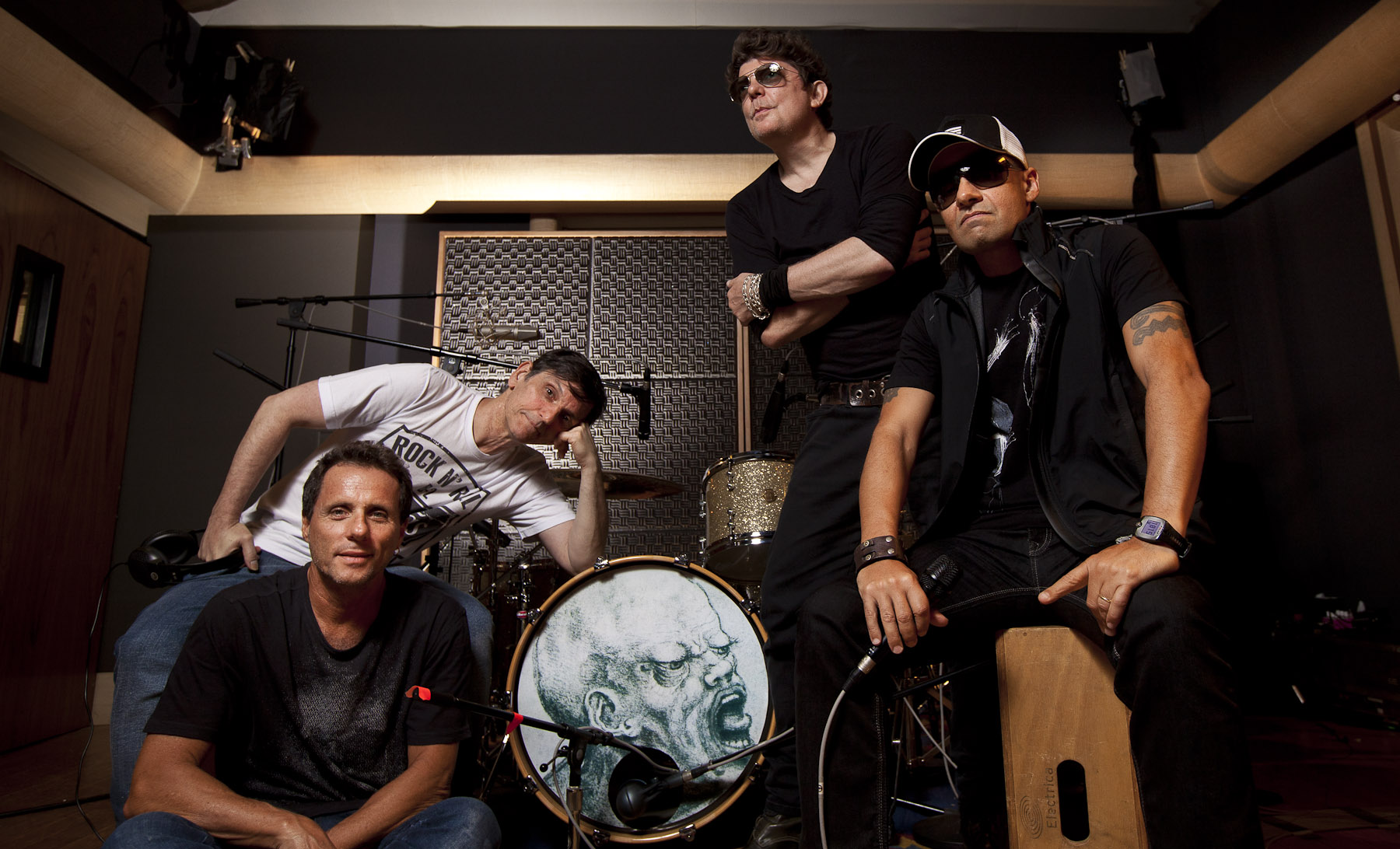
Titãs en 2013.

La Rede Globo, a través de su disquera Som Livre, contrató a la banda para utilizar la música de fondo de la telenovela Cuna de gato:  "Porque Eu Sei Que é Amor" (Yo sé qué es el amor) y del disco Como estão vocês?, Pelo Avesso (De adentro hacia afuera), son 2 músicas que recuperaron el estrellato, tras la ida de Nando Reis, en 2001, y así el disco Nheengatu sale a la venta en 2014. Un año después, la banda decidió tocar esos nuevos temas en vivo.

### Segunda mitad del 2010
En 2016, Paulo Miklos abandona el grupo por razones personales, y a la vez para enfocarse en sus proyectos. La banda contrata al músico de apoyo Beto Lee, hijo de Rita Lee. Algunas canciones pasaron a ser interpretadas por Tony Bellotto. Desde entonces, la formación actual es de tres miembros más dos. Con esta formación editan un nuevo disco en 2018, Doze Flores Amarelas, este nuevo disco es un ópera rock, inspirado en discos como Quadrophenia de The Who, American Idiot de Green Day y The Wall de Pink Floyd. En mayo de 2018, Branco Mello fue diagnosticado con un tumor de laringe, cosa que lo dejó inactivo por tres meses, para retornar en cuanto el DVD de Doze Flores Amarelas se grabase. En el momento que él estuvo ausente, la banda se presentó con dos integrantes oficiales y tres de apoyo, Mário Fabre (batería), Beto Lee (guitarra y voz), y Lee Marcucci (bajo), este último ya había participado en algunas giras entre 2002 y 2009, para sustituir el puesto de Nando Reis, y al irse, Branco y Sérgio empezaron a dividirse el instrumento en ciertas canciones (cabe destacar que en algunas giras entre 2005 y 2009, Branco tocaba bajo en ciertos temas, lo mismo hacía Paulo Miklos con la guitarra), en 2018, fue para reemplazar a Branco, en esos shows, Sérgio sólo tocaba teclados, para que Lee se concentrase en el bajo. En octubre de 2018, Branco volvió a los escenarios para grabar el DVD de Doze Flores Amarelas, y así, la banda realiza shows acústicos sin participación de integrantes no oficiales, la gira se llama "Trio Acústico".
En 2023, para conmemorar 40 años de actividad, la banda decidió reunir a todos los integrantes de la formación clásica, realizando una gira por todo Brasil.

## Miembros

### Miembros actuales
- Branco Mello - Voz (1981-presente), bajo (2002-presente), guitarra en shows acústicos (2016-presente)
- Sérgio Britto - Teclados, piano, órgano, sintetizador, mellotron, voz (1981-presente), bajo en las canciones cantadas por Branco Mello (2009-2023), guitarra acústica (2016-presente)
- Tony Bellotto - Guitarra solista, rítmica, acústica, slide, wah wah, dobro, de 6 y 12 cuerdas (1981-presente), voz (2016-presente)
- Paulo Miklos - Voz (1981-2016, 2023-presente), saxofón (1988-2009, 2023-presente), mandolina (1997-2009, 2023-presente), banjo, armónica (1998-2009, 2023-presente), ocasionalmente teclados (1981-2009, 2023-presente), ocasionalmente bajo (1981-1986), guitarra rítmica, solista y acústica (2001-2016, 2023-presente)
- Nando Reis - Bajo, voz (1981-2002, 2012, 2023-presente), ocasionalmente guitarra acústica (1995-2002, 2023-presente)
- Arnaldo Antunes - Voz (1981-1992, 1997, 2008, 2012)
- Charles Gavin - Batería y percusión (1985-2010, 2012, 2023-presente)

### Antiguos miembros
- Ciro Pessoa - Voz (1981-1984, muerto en 2020)
- André Jung - Batería (1981-1985)
- Marcelo Fromer - Guitarra rítmica, solista y acústica (1981-2001, su muerte)

### Miembros no-oficiales
- Liminha - Guitarra rítmica y solista (2023-presente en vivo, contribuciones en estudio entre 1986 y 1991), Guitarra acústica, bajo acústico, percusión (1997-1998 en Acústico MTV)
- Emerson Villani - Guitarra rítmica, solista y acústica, coros (1998 como sustituto de Marcelo Fromer; 2001-2006 en vivo y en estudio)
- Lee Marcucci - Bajo (2002-2009 en vivo y en estudio; 2018 como sustituto de Branco Mello)
- Marco Lobo - Percusión (2001-2003 en vivo y en estudio)
- André Fonseca - Guitarra rítmica, solista y acústica, coros (2006-2009 sólo en vivo; 2014 como sustituto de Paulo Miklos)
- Mário Fabre - Batería (2010-2023 en vivo y en estudio)
- Beto Lee - Guitarra rítmica, solista y acústica, coros, ocasionalmente voz (2016-2023 en vivo y en estudio)
- Caio Góes Neves - Bajo (2021-2022 como sustituto de Branco Mello)
- Tiago Adorno - Guitarra rítmica y solista (2022 como sustituto de Beto Lee)

## Discografía
- Titãs (1984)
- Televisão (1985)
- Cabeça Dinossauro (1986)
- Jesus Não Tem Dentes no País dos Banguelas (1987)
- Õ Blésq Blom (1989)
- Tudo ao Mesmo Tempo Agora (1991)
- Titanomaquia (1993)
- Domingo (1995)
- Volume Dois (1998)
- As Dez Mais (1999)
- A Melhor Banda de Todos os Tempos da Última Semana (2001)
- Como Estão Vocês? (2003)
- Sacos Plásticos (2009)
- Nheengatu (2014)
- Doze Flores Amarelas (2018)